# Den sidste Draabe Vand
Den sidste Draabe Vand er en amerikansk stumfilm fra 1911 af D. W. Griffith.

## Medvirkende
- Blanche Sweet som Mary
- Charles West som Jim
- Robert Harron
- Dell Henderson
- Alfred Paget